# Articolo 18 della Costituzione italiana
L'articolo 18 della Costituzione italiana tutela la libertà di associazione dei cittadini italiani.

## Il testo
Sono proibite le associazioni segrete e quelle che perseguono, anche indirettamente, scopi politici mediante organizzazioni di carattere militare.»

## Analisi
La libertà di associazione ha forma e limiti previsti dalla Costituzione. Essa ha forma di associazione pubblica (proibizione delle società segrete), e trova i propri limiti naturali nei seguenti due divieti:
- di perseguire fini, sia statutari che effettivi, penalmente proibiti ai singoli iscritti;
- di scopi politici con mezzi, metodi e risorse militari.

Il secondo comma impiega il termine "proibizione", e non solo "divieto", ed esso si riferisce alla persecuzione anche indiretta della finalità oggetto di divieto. Dal punto di vista dell'interpretazione il secondo comma avrebbe un più lato senso di quello precedente: potrebbe validamente essere riferito sia agli iscritti registrati che a qualunque altra persona fisica a qualsiasi titolo partecipi alle loro attività concrete e/o materiali.

## Le specificazioni della legge Anselmi
La legge 25 gennaio 1982, n. 17, in attuazione dei dettami dell'art. 18, specificò che sono da considerarsi tra le organizzazioni vietate anche quelle che: